# 華爾街之狼 (回憶錄)
《華爾街之狼》（英語：The Wolf of Wall Street）是一本由前股票經紀人和商人喬丹·貝爾福特所寫的非小說回憶錄，2007年9月25日由矮腳雞圖書出版公司負責出版。這是他的第一本著作，下一本為《抓住華爾街之狼》，於2009年出版。
此書於2013年改編成同名電影，由馬丁·史柯西斯執導，李奧納多·狄卡皮歐飾演貝爾福特。

## 概要
在書中，喬丹·貝爾福特講述他自己創立史崔頓證券公司的真實故事。該公司於1990年代晚期被監管機構倒閉，貝爾福特也因證券詐騙而入獄。

## 外部連結
- YouTube上的Jordan Belfort: In-depth interview with The Wolf of Wall Street
- Movie review by The Telegraph （页面存档备份，存于）
- Movie review by Esquire （页面存档备份，存于）